# Гриффит, Ричард Клюин
Ричард Клюин Гриффит (англ. Richard Clewin Griffith, 22 июля 1872, Лондон — 11 декабря 1955, Хендон) — английский шахматист (национальный мастер), шахматный журналист и теоретик. Чемпион Великобритании 1912 г. Участник первого рождественского международного турнира в Гастингсе.
В 1911 г. в соавторстве с Дж. Уайтом выпустил книгу «Modern Chess Openings», которая переиздается до сих пор и остается одним из самых авторитетных дебютных руководств на английском языке.
В период с 1920 по 1937 гг., а также несколько месяцев в 1940 г. был главным редактором журнала «British Chess Magazine».
В годы Второй Мировой войны был членом исполнительного совета и почетным казначеем Британской шахматной федерации.
Выпускник школы Чартерхаус. Металлург по профессии.

## Спортивные результаты
| Год         | Город    | Соревнование                                 | + | − | = | Результат | Место |
| ----------- | -------- | -------------------------------------------- | - | - | - | --------- | ----- |
| 1909        | Лондон   | Матч Миддлсекс — Эссекс (против Дж. Хокинса) | 1 | 0 | 0 | 1 из 1    |       |
| 1912        | Ричмонд  | Чемпионат Великобритании                     |   |   |   |           | 1     |
| 1920 / 1921 | Гастингс | Международный турнир                         | 0 | 3 | 3 | 1½ из 6   | 4     |
| 1923        | Утрехт   | Матч Утрехт — Гастингс                       |   |   |   |           |       |